# Tre'Quan Smith

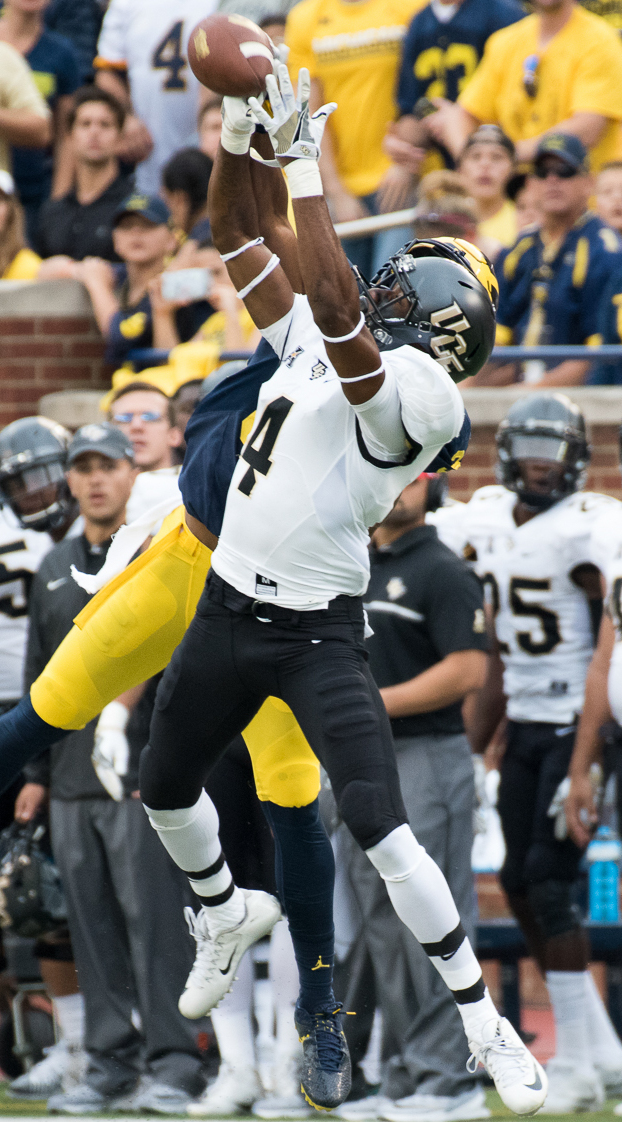
Tre'Quan Smith durante la victoria de Michigan sobre la Universidad de Florida Central el 10 de septiembre de 2016.

Tre'Quan Smith (Delray Beach, Florida, 7 de enero de 1996) es un jugador profesional estadounidense de fútbol americano que se desempeña en la posición de wide receiver en Denver Broncos, equipo de la National Football League (NFL).

## Carrera
Fue seleccionado en la tercera ronda en la Reunión Anual de Selección de Jugadores de la NFL de 2018. Hizo su debut profesional con el equipo New Orleans Saints, en el cual jugó cinco temporadas (2018-2023), luego pasó a Denver Broncos, donde lleva jugando una temporada.